# Асмерон Хабте
Асмерон Хабте (нем. Asmeron Habte; род. 14 октября 1983, Асмэра, Эритрея) — немецкий и эритрейский футболист, левый защитник.

## Биография
Асмерон Хабте родился 14 октября 1983 года в эфиопском городе Асмэра (сейчас в Эритрее).
В трёхлетнем возрасте вместе с семьёй бежал в ФРГ через Ливию и пустыню Сахара из Эфиопии, где его отца преследовали по политическим мотивам.
Занимался футболом в немецком «Штайнингене».
Начинал играть в немецком «Вулканайфеле», откуда в 2002 году перебрался в «Айнтрахт-05» из Трира. В его составе дебютировал в немецкой второй бундеслиге, проведя единственный матч в сезоне-2002/03. В следующем сезоне снова был в заявке команды, но на поле не выходил.
В 2004 году продолжил карьеру в Люксембурге. В первом же сезоне провёл 21 матч за «Викторию» из Роспорта. Вплоть до 2008 года играл за неё в высшем эшелоне, в сезоне-2008/09 — во втором. В 2005 году дебютировал в еврокубках, сыграв в двух матчах первого квалификационного раунда Кубка Интертото против шведского «Гётеборга».
В 2009 году перебрался в люксембургский «Гревенмахер». В сезоне-2009/10 сыграл 18 матчей, забил 1 гол. В том же сезоне дебютировал в Лиге Европы, проведя два матча первого квалификационного раунда против литовской «Ветры».
В 2011—2016 годах выступал за немецкий «Санкт-Маттиас» из Трира, после чего завершил игровую карьеру. Тем не менее в сезоне-2019/20 играл за «Эранц-Пальцель».
В 2003 году впервые был приглашён в сборную Эритреи, однако ни разу не участвовал в официальных матчах сборной, ограничившись только поединками против клубных команд.
По специальности маляр и лакировщик. Играя в «Санкт-Маттиасе», параллельно работал садовником при спорткомплексе.